# Flordelis: Basta uma Palavra para Mudar
Flordelis: Basta uma Palavra para Mudar é um filme brasileiro de 2009 em formato de docudrama.
Foi dirigido por Marco Antônio Ferraz e Anderson Corrêa, sendo lançado no dia 9 de outubro de 2009. O filme, que conta com grandes estrelas da dramaturgia brasileira, como Bruna Marquezine, Reynaldo Gianecchini, Cauã Reymond e Deborah Secco, foi realizado totalmente sem remuneração para os artistas envolvidos, que se propuseram a realizá-lo de forma voluntária pelo impacto da história real de Flordelis. A renda arrecadada foi utilizada na construção de um centro de reabilitação para jovens e na compra de uma casa para a então cantora.
O filme teve recepção negativa na crítica especializada. Em 2020, depois do caso Anderson do Carmo, o diretor e vários atores lamentaram suas participações no filme.

## Enredo
Flordelis é uma mulher evangélica, moradora da favela do Jacarezinho, no Rio de Janeiro, e respeitada pelos traficantes e demais habitantes do local por seu trabalho humanitário ao ajudar jovens com problemas com drogas e vindos do mundo do crime. Buscando fazer a diferença no mundo, levou a sua casa 37 crianças e adolescentes abandonados, sem abrigo, em fuga de lares violentos ou desde cedo com problemas de dependência química, criando-os com amor e ensinando bons ideais para que não se envolvam com o mundo do crime e das drogas. "Mãe Flor", como passou a ser conhecida, dividiu opiniões no local onde morava. Enquanto alguns consideravam-na louca, outros a consideravam uma referência de afeto e caridade por ter criado cada um deles com boa índole e sem deixar que se envolvessem em coisas ilícitas. 
Perseguida pela polícia e os órgãos públicos, Flor foi humilhada publicamente ao estampar diversos jornais como sequestradora, tendo de fugir de casa com os jovens para evitar que eles fossem retirados dela e enviados para abrigos sem estrutura, indo viver na rua para conseguir mantê-los unidos. Com a ajuda dos irmãos Werneck – que alugaram uma casa fora da favela que eles viveram – ela conseguiu fundar o Instituto da Criança, legalizando assim a situação perante a justiça e podendo receber doações, expandindo seu trabalho.
Ao longo do filme, cada ator conta uma das história dos jovens cuidados por Flordelis ou dos pais que abandonaram crianças e pessoas envolvidas na história em forma de depoimento.

## Elenco
- Flordelis[8] como Flordelis dos Santos
- Marcello Antony[8] como Pastor Anderson do Carmo dos Santos

Por ordem de aparição
- Giselle Itié como Cláudia
- Isabel Fillardis[8] como Joana
- Pedro Neschling[8] como Paulo Roberto
- Ana Furtado[8] como Maria
- Reynaldo Gianecchini[8] como Alex
- Thiago Rodrigues[8] como Misael
- Rodrigo Hilbert[8] como Israel
- Letícia Sabatella[8] como Eliane
- Cauã Reymond[8] como Carlos
- Fernanda Lima[8] como Bianca
- Graziella Schmitt[8] como Rose
- Bruna Marquezine[8] como Rayane
- Cris Vianna[8] como Vânia
- Deborah Secco como Simone (filha biológica)
- Guilherme Berenguer[8] como Adriano (Pequeno)
- Erik Marmo[8] como Flavinho
- Patrícia França como Mãe de Beá
- Roumer Canhães como Pai de Beá
- Eduardo Galvão como Carlos Werneck
- Thiago Martins como Pedro Werneck
- Fernanda Machado[8] como Filha estuprada
- Alexandre Zacchia como Homem que estupra a filha
- Carolina Oliveira[8] como a Tatiane
- Júlia Mattos[8] como a Laís
- Letícia Spiller[8] como Volúcia
- Alinne Moraes[8] como Vanessa (Kikita)
- Sérgio Marone[8] como Alan

Participações especiais
- Edílson Vieira como Traficante
- Adriano Vianna como Traficante
- Fabio Bianchini como Traficante
- Rafael Lozada como Médico
- Daniela Couto como Enfermeira
- Diego Rian como Traficante
- Ulisses Bonfim como Traficante
- Janice Brytis como Enfermeira
- Marcello Ferreira como Traficante

## Recepção
Andy Malafaya em sua crítica para o Cineplayers escreveu: "A geração [do filme] já explica bastante a bagunça na estrutura (...) Idealizado para ser um curta-metragem sem maiores aspirações, acabou se transformando um projeto maior com a entrada de astros da televisão (...) deu maior visibilidade ao filme, agora já rascunhado como um longa-metragem, a ponto deste conseguir distribuição - o que é missão hercúlea para filmes brasileiros -, mas a forma encontrada pelos diretores estreantes de encaixá-los no filme é completamente surreal: eles interpretam depoimentos de personagens reais da vida de Flordelis, frente a cenários emulando a favela. (...) Acaba tudo soando muito falso - os atores extremamente maquiados, a fotografia bem cuidada em preto e branco, os depoimentos decoradinhos, sem margem para erro ou hesitação."
Celso Sabadin do Cineclick disse que "jamais havia visto um filme tão errado. Da proposta à execução. Da trilha sonora à direção de arte. Do roteiro à direção. Da montagem a... Sei lá mais o que possam inventar. (...) É bizarro. Surge na tela a figura de, por exemplo, Reynaldo Gianecchini, e o crédito aparece, digamos, “José”. Surge Letícia Sabatella com o crédito “Fulana de Tal”. E assim por diante. E tem mais: os atores explodem na tela lindos, maravilhosos, maquiadíssimos, falando um português mais do que perfeito, com uma fotografia exuberante... Vestindo roupas humildes e emoldurados por um cenário que pretende sugerir que eles estão na favela. São depoimentos longuíssimos, quase sem cortes, enfadonhos, sem ritmo. E todos em preto-e-branco."

## Repercussão em 2020
Depois do caso Flordelis, o diretor e diversos atores e atrizes afirmaram que se arrependeram de ter participado do filme.